# Djurgården Hockey 1962/1963
Djurgården spelade i Division 1 Södra där man kom tvåa av åtta lag. SM-serien vann Djurgården.